# 周国富
周国富（1945年7月—），浙江诸暨人，1972年6月加入中国共产党，1967年9月参加工作，浙江农业大学农学系农学专业毕业，大学学历。曾任政协第十届浙江省委员会主席（2008年 - 2011年），全国政协文史和学习委员会副主任委员。
早年毕业于浙江农业大学（今浙江大学）。曾任浙江省义乌县徐村公社城阳区农技站负责人，中国援助乍得专家组成员，诸暨县农业局农技股副股长，诸暨县副县长，绍兴市委常委、组织部部长，省委组织部副部长，湖州市委副书记、书记，新疆维吾尔自治区党委常委、组织部部长，浙江省委常委、组织部部长，省委副书记、组织部部长，政法委书记、省纪委书记、省政协主席、党组书记等职。
2008年，当选第十一届全国政协委员，代表中国共产党，分入第二组。并担任文史和学习委员会副主任。